# Gieorgij Riabcew
Gieorgij Piotrowicz Riabcew (Aleksandrow), ros. Георгий Петрович Рябцев  (Александров) (ur. 1 stycznia 1897 r. we wsi Podolnowo w guberni jarosławskiej, zm. ?) – rosyjski, a następnie radziecki wojskowy (major), tłumacz w Zarządzie „Wołga” Organizacji Todta, propagandysta Rosyjskiej Armii Wyzwoleńczej, a następnie dowódca 3 Pułku Piechoty 1 Dywizji Piechoty Sił Zbrojnych Komitetu Wyzwolenia Narodów Rosji podczas II wojny światowej.
W 1913 r. ukończył wyższą szkołę podstawową w Sankt Petersburgu. Pracował jako ślusarz-monter. Brał udział w I wojnie światowej. Od 1917 r. służył jako podoficer w 1 Pułku Rosyjskiego Korpusu Ekspedycyjnego we Francji, a następnie w batalionie rosyjskim Legii Cudzoziemskiej. W 1919 r. powrócił do Rosji. W kwietniu 1920 r. został zmobilizowany do wojsk bolszewickich. Objął funkcję szefa komendanta stacji telefonicznej samodzielnej kompanii łączności 64 Brygady Strzeleckiej. Od maja tego roku dowodził plutonem. W lipcu został dowódcą oddziału zwiadowców 190 Pułku Strzeleckiego. Od grudnia dowodził mieszanym oddziałem zwiadowczym 64 Brygady Strzeleckiej. W czerwcu 1941 r. został ranny. Od października tego roku dowodził kompanią 379 Pułku 127 Samodzielnej Brygady Strzeleckiej, od maja 1922 r. kompanią 1 Pułku Pogranicznego Leningradzkiego Okręgu Wojskowego, zaś od listopada tego roku kompanią 6 Samodzielnego Batalionu Pogranicznego Wojsk OGPU. W grudniu 1925 r. objął funkcję komendanta posterunku granicznego na granicy z Finlandią. W czerwcu 1935 r. ukończył kursy specjalne w Leningradzie, po czym przeszedł do służby w Armii Czerwonej. Od października tego roku był zastępcą szefa sztabu, zaś od czerwca 1937 r.w stopniu kapitana szefem sztabu 118 Pułku Kawalerii. W połowie stycznia 1939 r. został komendantem szkoły pułkowej 111 Pułku Kawalerii. Na początku października tego roku objął funkcję starszego adiutanta w sztabie 9 Samodzielnego Batalionu Rozpoznawczego 55 Dywizji Strzeleckiej. Od końca lutego 1940 r. dowodził batalionem. Na początku kwietnia 1941 r. objął dowództwo 539 Pułku 108 Dywizji Strzeleckiej. Awansował do stopnia majora. We wrześniu tego roku dostał się do niewoli niemieckiej. Osadzono go w oflagu XIII-D w Hammelburgu. We wrześniu 1942 r. został tłumaczem oddziału roboczego jeńców wojennych. W listopadzie tego roku wypuszczono go z obozu, po czym pod fałszywym nazwiskiem Aleksandrow został tłumaczem w Zarządzie „Wołga” Organizacji Todt w okupowanym Borysowie. Po jego rozformowaniu był wychowawcą w obozie dziecięcym. Wiosną 1944 r. wstąpił do Rosyjskiej Armii Wyzwoleńczej (ROA). Służył w inspektoracie gen. Iwana A. Błagowieszczeńskiego. Od sierpnia tego roku szkolił propagandystów ROA w 4 Kadrowym Pułku Ochotniczej Dywizji Kadrowej w Namur. W listopadzie w stopniu majora został dowódcą 3 Pułku Piechoty 1 Dywizji Sił Zbrojnych Komitetu Wyzwolenia Narodów Rosji (KONR). Brał czynny udział w formowaniu i szkoleniu żołnierzy pułku. W lutym 1945 r. awansowano go na podpułkownika. Dowodził pułkiem podczas ataku na sowiecki przyczółek nad Odrą w połowie kwietnia tego roku. Opowiadał się za wyjściem dywizji spod zwierzchnictwa Wehrmachtu i wzięcia udziału w powstaniu praskim po stronie Czechów. 6 maja jego pułk zaatakował Niemców na praskim lotnisku Ruzyně, zdobywając go następnego dnia. Utrzymywał teren lotniska do czasu odwrotu dywizji z Pragi w nocy z 7 na 8 maja. 12 maja ppłk G.P. Riabcew (Aleksandrow) poddał się Amerykanom. Przebywał w różnych obozach jenieckich. W 1946 r. został deportowany do ZSRR. Na początku 1947 r. po procesie skazano go na karę 10 lat łagrów. Dalsze jego losy są nieznane.